# Лиманська сільська рада (Ренійський район)
Лима́нська сільська́ ра́да — колишня адміністративно-територіальна одиниця та орган місцевого самоврядування в Ренійському районі Одеської області. Адміністративний центр — село Лиманське.

## Загальні відомості
Лиманська сільська рада утворена в 1947 році.
- Територія ради: 55,75 км²
- Населення ради: 3 302 особи (станом на 2001 рік)
- Водоймища на території, підпорядкованій даній раді: озеро Кагул

## Населені пункти
Сільській раді підпорядковані населені пункти:
- с. Лиманське

## Населення
Згідно з переписом 1989 року чисельність наявного населення села становила 3292 особи, з яких 1596 чоловіків та 1696 жінок.
За переписом населення 2001 року в селі мешкало 3190 осіб.

### Мова
Розподіл населення за рідною мовою за даними перепису 2001 року:
| Мова       | Відсоток |
| ---------- | -------- |
| молдовська | 93,34 %  |
| російська  | 3,85 %   |
| болгарська | 0,91 %   |
| гагаузька  | 0,91 %   |
| українська | 0,79 %   |
| білоруська | 0,03 %   |

## Склад ради
Рада складалася з 20 депутатів та голови.
- Голова ради: Топали Мар'яна Олександрівна
- Секретар ради: Клошка Галина Василівна

### Керівний склад попередніх скликань
| Прізвище, ім'я, по батькові  | Основні відомості                                                 | Дата обрання | Дата звільнення |
| ---------------------------- | ----------------------------------------------------------------- | ------------ | --------------- |
| Мокану Іван Дмитрович        | Сільський голова, 1951 року народження, член Партії регіонів      | 26.03.2006   | 31.10.2010      |
| Топали Мар'яна Олександрівна | Сільський голова, 1973 року народження, освіта вища, позапартійна | 31.10.2010   |                 |

Примітка: таблиця складена за даними сайту Верховної Ради України

### Депутати
За результатами місцевих виборів 2010 року депутатами ради стали:

#### За суб'єктами висування
| Суб'єкт висування                                       | Кількість обраних депутатів | %  |
| ------------------------------------------------------- | --------------------------- | -- |
| Самовисування                                           | 10                          | 50 |
| Партія регіонів                                         | 5                           | 25 |
| Політична партія Всеукраїнське об'єднання «Батьківщина» | 2                           | 10 |
| Народна партія                                          | 1                           | 5  |
| Політична партія «Фронт Змін»                           | 1                           | 5  |
| Соціалістична партія України                            | 1                           | 5  |

#### За округами
| № округу                                                | Прізвище, ім'я, по батькові   | Дата визнання обраним | Освіта             | Партійна приналежність                        | Відомості про обраного депутата                         |
| ------------------------------------------------------- | ----------------------------- | --------------------- | ------------------ | --------------------------------------------- | ------------------------------------------------------- |
| Народна Партія                                          |                               |                       |                    |                                               |                                                         |
| 16                                                      | Нямцу Олена Миколаївна        | 01.11.2010            | вища               | позапартійна                                  | Ренійська лікарня ветеринарної медицини, завідувачка    |
| Партія регіонів                                         |                               |                       |                    |                                               |                                                         |
| 3                                                       | Каравасилі Іван Георгійович   | 01.11.2010            | вища               | член Партії регіонів                          | Лиманська загальноосвітня школа, вчитель                |
| 8                                                       | Раду Надія Георгіївна         | 01.11.2010            | середня спеціальна | член Партії регіонів                          | с. Лиманське, продавець                                 |
| 9                                                       | Вирлан Надія Георгіївна       | 01.11.2010            | середня спеціальна | член Партії регіонів                          | тимчасово не працює                                     |
| 17                                                      | Панка Людмила Василівна       | 01.11.2010            | вища               | член Партії регіонів                          | Лиманська загальноосвітня школа, вчитель                |
| 18                                                      | Галажу Афанасій Леонідович    | 01.11.2010            | середня            | член Партії регіонів                          | пенсіонер                                               |
| Політична партія Всеукраїнське об'єднання «Батьківщина» |                               |                       |                    |                                               |                                                         |
| 1                                                       | Потложа Борис Васильович      | 01.11.2010            | середня            | член Всеукраїнського об'єднання «Батьківщина» | ЗАО «Аква», рибак                                       |
| 7                                                       | Саратяну Іван Георгійович     | 01.11.2010            | середня            | член Всеукраїнського об'єднання «Батьківщина» | тимчасово не працює                                     |
| Політична партія «Фронт Змін»                           |                               |                       |                    |                                               |                                                         |
| 2                                                       | Топали Олена Василівна        | 01.11.2010            | вища               | член Політичної партії «Фронт Змін»           | Лиманська загальноосвітня школа, вчитель                |
| Соціалістична партія України                            |                               |                       |                    |                                               |                                                         |
| 4                                                       | Арнаут Анатолій Георгійович   | 01.11.2010            | вища               | член Соціалістичної партії України            | Лиманська загальноосвітня школа, вчитель                |
| Самовисування                                           |                               |                       |                    |                                               |                                                         |
| 5                                                       | Клошка Галина Василівна       | 01.11.2010            | середня спеціальна | член Народної партії                          | Лиманська сільська рада, секретар                       |
| 6                                                       | Тащи Тамара Василівна         | 01.11.2010            | середня спеціальна | член Народної партії                          | пенсіонер                                               |
| 10                                                      | Замфіракі Микола Дмитрович    | 01.11.2010            | середня спеціальна | член Народної партії                          | Лиманська сільська рада, землевпорядник                 |
| 11                                                      | Раду Валентина Радіонівна     | 01.11.2010            | середня спеціальна | член Соціалістичної партії України            | Ренійська ЦРЛ, медсестра                                |
| 12                                                      | Душкова Федора Іванівна       | 01.11.2010            | середня спеціальна | член Народної партії                          | пенсіонер                                               |
| 13                                                      | Замфіріу Тетяна Костянтинівна | 01.11.2010            | вища               | позапартійна                                  | КП «Вікторія», бухгалтер                                |
| 14                                                      | Аждер Іван Георгійович        | 01.11.2010            | середня            | позапартійний                                 | тимчасово не працює                                     |
| 15                                                      | Каравасилі Михайло Вікторович | 01.11.2010            | вища               | позапартійний                                 | Лиманська загальноосвітня школа, вчитель                |
| 19                                                      | Руссу Тетяна Іванівна         | 01.11.2010            | середня спеціальна | позапартійна                                  | Лиманська сільська рада, головний спеціаліст, бухгалтер |
| 20                                                      | Бєлали Ірина Миколаївна       | 01.11.2010            | вища               | позапартійна                                  | ВАТ «ПершеТравня», бухгалтер                            |